# Norrlands län
Norrlands län eller ståthållardömet Norrland var en administrativ indelning i Sverige som existerade 1620–1634.
Ståthållardömet Norrland omfattade hela norra delen av nuvarande Sverige, från Gästrikland och norrut, utom Jämtland och Härjedalen som hörde till Danmark-Norge. Det omfattade också norra Finland, där gränsen mot ståthållardömet Finland gick söder om Vasa vid kusten, och sträckte sig inåt landet åt nordost. När den nya länsorganisationen infördes genom 1634 års regeringsform tillskapades Hudiksvalls län, omfattande allt svenskt land norr om Ödmården, med Hudiksvall som residensstad. 

Norrlands län är också ett förslag till regionbildning och länssammanslagning i statliga utredningar på 2000-talet. Norrlands län skulle bestå av landets fyra nordligaste län - det vill säga alla Norrlandslän utom Gävleborgs län.

### Fotnoter
1. ↑  Edlund Lars-Erik, Frängsmyr Tore, red (1995). Norrländsk uppslagsbok: ett uppslagsverk på vetenskaplig grund om den norrländska regionen. Bd 3, [Lapp-Reens]. Umeå: Norrlands univ.-förl. sid. 254, 328. Libris 1610873. ISBN 91-972484-1-X (inb.)